# Colline del Chianti

Stemma storico del Chianti

Le Colline del Chianti sono una breve catena montuosa (circa 20 km) a cavallo fra le province di Siena, Firenze e Arezzo che segnano il confine orientale della regione del Chianti con il Valdarno, la Valdambra e la val di Chiana. La vetta più alta è quella di Monte San Michele (893 metri s.l.m.) nel comune di Greve in Chianti in provincia di Firenze, mentre la seconda e terza vetta più alta si trovano in provincia di Siena e sono esattamente il Monte Calvo (838 metri s.l.m.) e Monteluco (834 metri s.l.m.) entrambe nel comune di Gaiole in Chianti. Il rimanente territorio risulta invece prevalentemente collinare.
Le colline del Chianti sono famose per i vigneti: i comuni presenti in questa area costituiscono infatti parte della zona di produzione del Chianti, vino rosso DOCG, noto in tutto il mondo.

## Ampliamento del Chianti

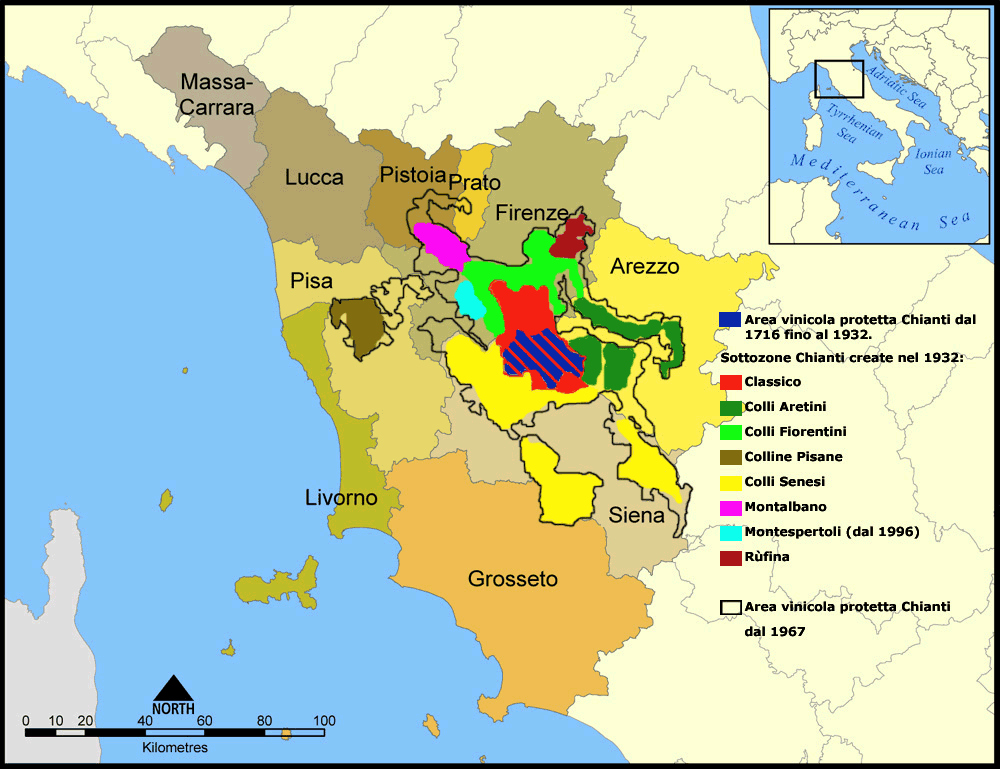
Evoluzione della zona di produzione dei vini Chianti.

Dal punto di vista geografico i confini del Chianti sono abbastanza confusi e contesi e includono tutta l'area collinare tra Firenze, Siena e Arezzo. Dal punto di vista storico si considera Chianti il territorio dei comuni di Gaiole, Radda e Castellina, ovvero la vecchia Lega del Chianti poi trasformata in Provincia del Chianti, attualmente tutta ricompresa nella Provincia di Siena. Con la costituzione della zona vinicola Chianti nel 1932 che comprendeva nella sottozona Classico oltre al Chianti vero e proprio anche zone dell'attuale Provincia di Firenze si è andata configurando una zona geografica ampliata ricalcando i confini della sottozona vinicola. Molte località e perfino un Comune (Greve nel 1972 ora Greve in Chianti), con gli anni, hanno anche cambiato toponomastico aggiungendo in Chianti.
Già il Granduca Cosimo III de' Medici nel 1716 -per esempio- faceva arrivare la zona del Chianti fino a includere il territorio di Greve e Panzano come è chiaramente riportato nel bando granducale sotto riportato.
(1716, Cosimo III de' Medici Bando Sopra la Dichiarazione dé Confini delle quattro Regioni Chianti, Pomino, Carmignano, e Val d'Arno di Sopra)
(1833, Emanuele Repetti Dizionario Geografico Fisico Storico della Toscana)
Le varie definizioni che si sono succedute nei secoli per i confini della zona geografica Chianti non sono mai riuscite a sopire tutte le contestazioni.

### Clima
Nella tabella sottostante sono riportati i dati climatici medi relativi al trentennio 1951-1980, forniti da alcune stazioni facenti capo al servizio idrologico.
In base ai seguenti dati, la temperatura media annua varia dagli 11,6° delle aree collinari più elevate ai 15,0 °C delle aree della provincia di Pisa prossime alla pianura, dove gli effetti di continentalità sono leggermente attenuati. Le precipitazioni medie annue sono di poco inferiori agli 800 mm nell'area compresa tra Siena, Castellina in Chianti, Poggibonsi, San Gimignano e Castelfiorentino, mentre risultano superiori ai 1.000 mm in prossimità dei Monti del Chianti e sui rilievi della Montagnola Senese, a ovest della città.
| Località                                     | latitudine | altitudine       | temperatura media annua | precipitazioni medie annue | media di riferimento |
| -------------------------------------------- | ---------- | ---------------- | ----------------------- | -------------------------- | -------------------- |
| Poggibonsi                                   |            | 241 metri s.l.m. | 13,7 °C                 | 778 mm                     | 1951-1980            |
| Nusenna (Gaiole in Chianti)                  |            | 612 metri s.l.m. | 11,6 °C                 | 1.083 mm                   | 1951-1980            |
| Piazza (Castellina in Chianti)               |            | 360 metri s.l.m. | 12,9 °C                 | 888 mm                     | 1951-1980            |
| Greve in Chianti                             |            | 240 metri s.l.m. | 13,6 °C                 | 925 mm                     | 1951-1980            |
| Montespertoli                                |            | 257 metri s.l.m. | 13,9 °C                 | 817 mm                     | 1951-1980            |
| Monastero d'Ombrone (Castelnuovo Berardenga) |            | 291 metri s.l.m. | 14,2 °C                 | 844 mm                     | 1951-1980            |
| Santa Maria di Radda (Radda in Chianti)      |            | 481 metri s.l.m. | 13,0 °C                 | 855 mm                     | 1951-1980            |
| Castellina in Chianti                        |            | 570 metri s.l.m. | 12,4 °C                 | 782 mm                     | 1951-1980            |
| Madonna a Brolio                             |            | 445 metri s.l.m. | 13,2 °C                 | 882 mm                     | 1951-1980            |
| Corsignano                                   |            | 410 metri s.l.m. | 13,5 °C                 | 855 mm                     | 1951-1980            |
| Santa Colomba (Monteriggioni)                |            | 358 metri s.l.m. | 13,6 °C                 | 1.059 mm                   | 1951-1980            |
| Siena                                        |            | 348 metri s.l.m. | 13,5 °C                 | 791 mm                     | 1951-1980            |

## Origini geologiche
Le colline del Chianti sono di origine tettoniche, ovvero colline formati per il movimento delle placche crostali che danno luogo alle montagne: le colline nascono nei punti meno sollecitati delle placche. Queste colline possono nascere anche per l'innalzamento dei fondali marini.

## Comuni compresi nella sottozona Classico del Chianti

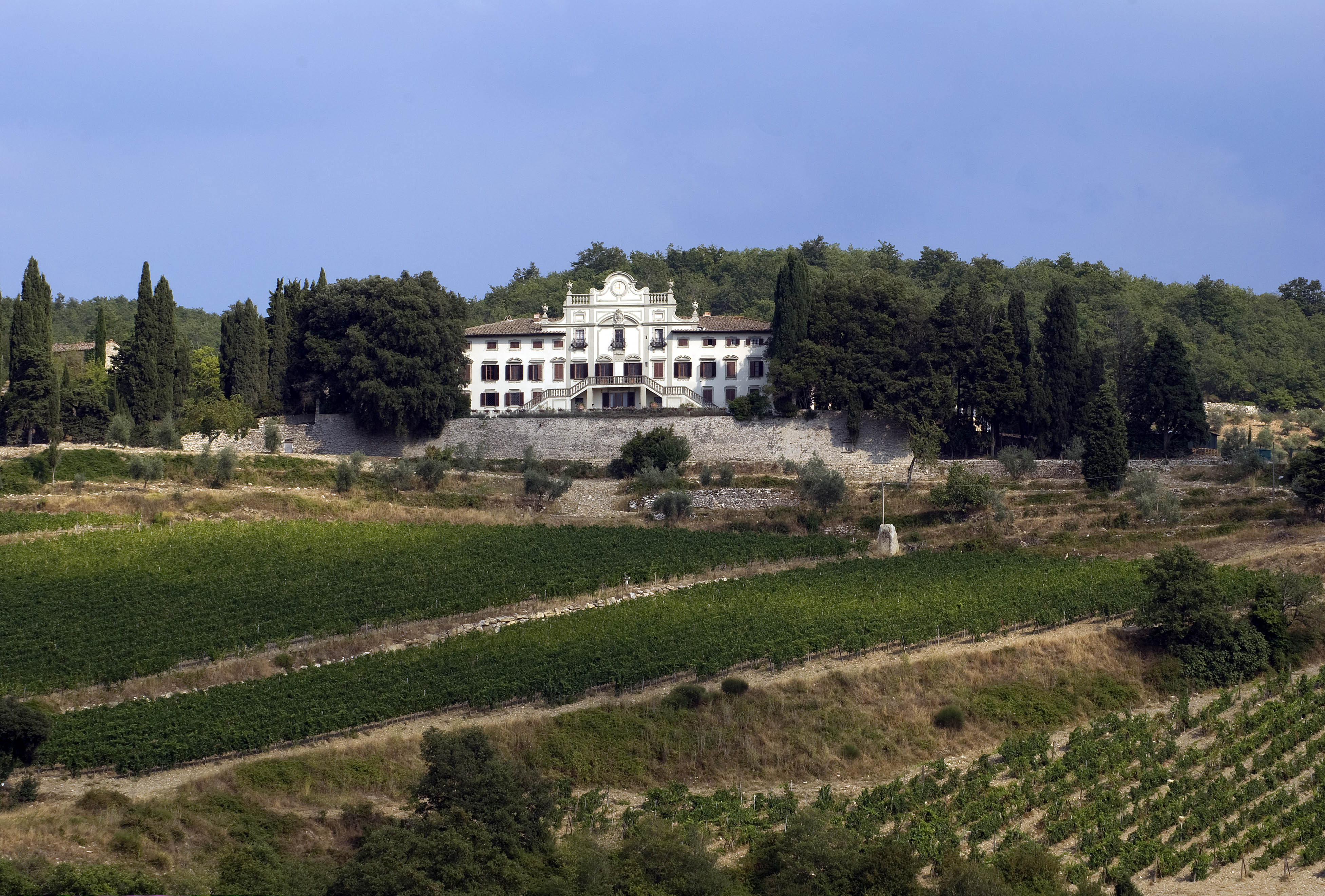
Villa Vistarenni a (Gaiole in Chianti)

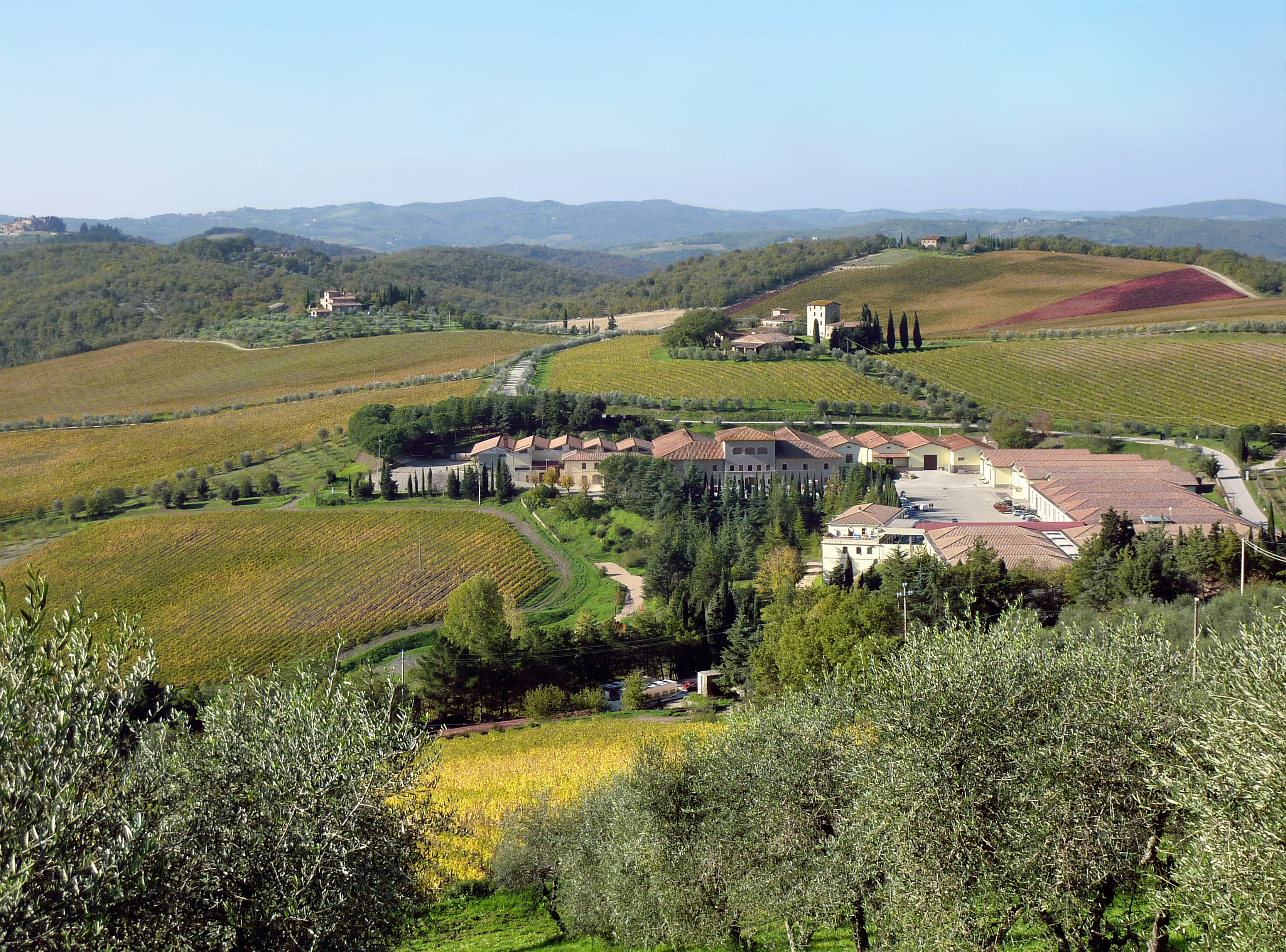
Gaiole in Chianti

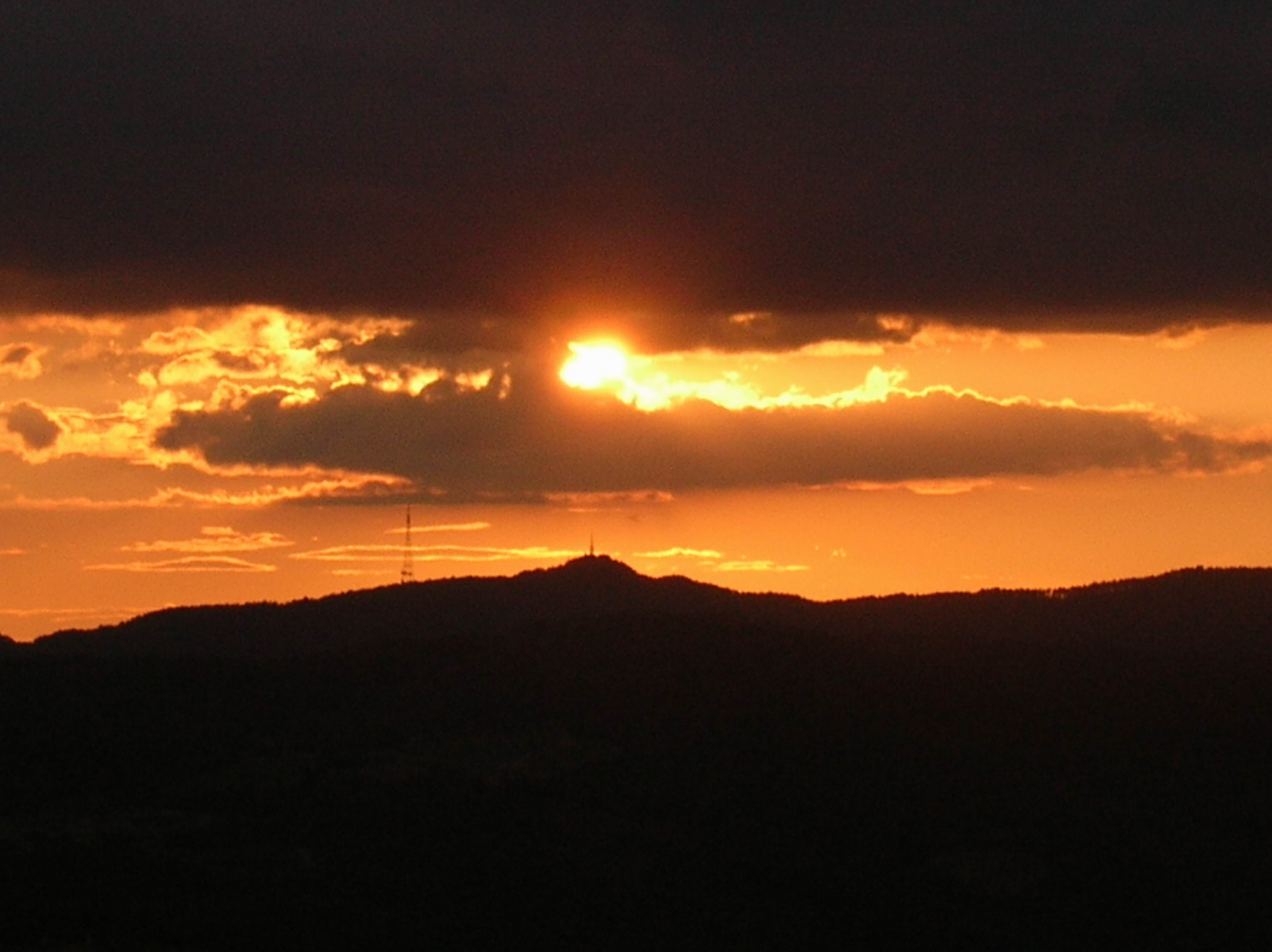
Tramonto estivo sul Chianti aretino

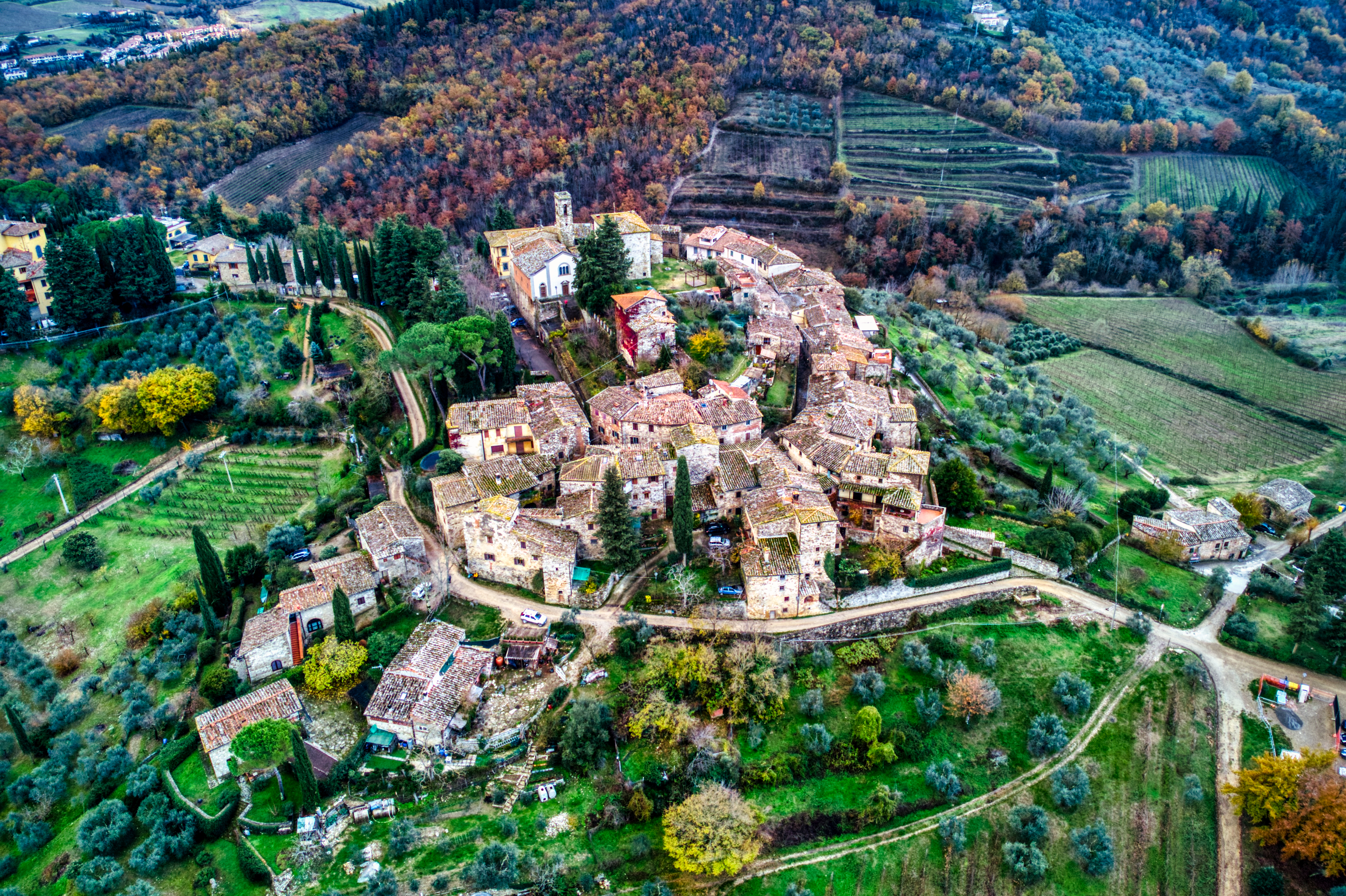
Montefioralle

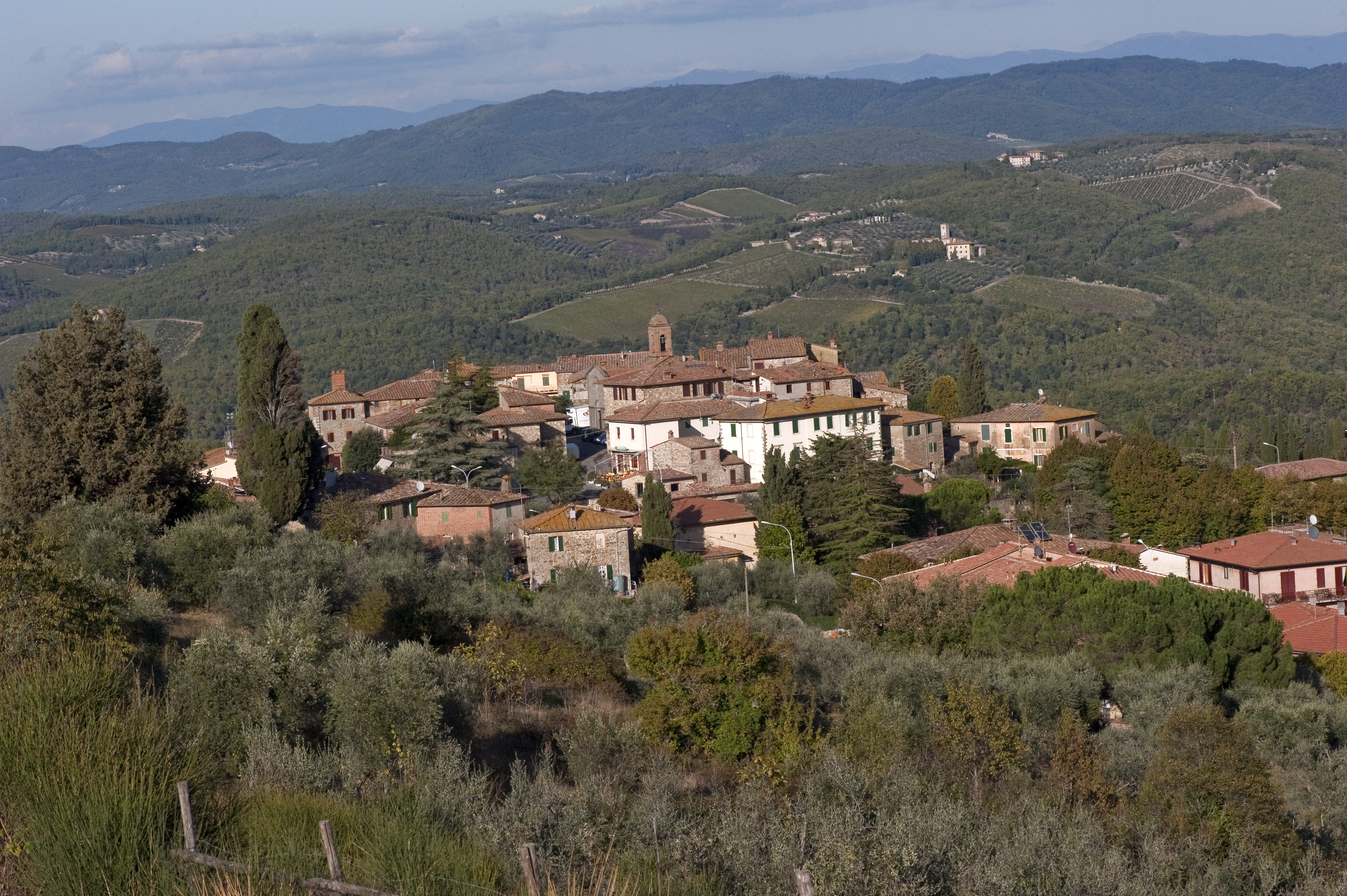
Vagliagli

### Località del Chianti "storico"

#### Castellina in Chianti
- Castellina in Chianti

#### Gaiole in Chianti
- Gaiole in Chianti
- Castello di Brolio
- Pieve di San Polo in Rosso
- Oratorio dei Pianigiani
- Badia a Coltibuono
- Villa Vistarenni

#### Radda in Chianti
- Radda in Chianti
- Volpaia

### Altre località facenti parte della sottozona Classico del Chianti

#### Barberino Val d'Elsa
- Barberino Val d'Elsa
- Tignano

#### Castelnuovo Berardenga
- Castelnuovo Berardenga
- San Gusmè
- San Giovanni a Cerreto
- Vagliagli

#### Greve in Chianti
- Greve in Chianti
- Montefioralle: è un piccolo borgo sulla collina. È raggiungibile a piedi da Greve in Chianti.
- Montegonzi è il borgo più vecchio di Greve in Chianti.
- In direzione di Dudda in Chianti si trova la località Convertoie da cui si gode un bel panorama.
- Chiesa di San Silvestro a Convertoie
- Castello di Mugnana (vicino a Chiocchio)
- Pieve di San Donato a Mugnana
- Ruderi dell'Oratorio di San Giusto a Montemartiri, situato sul monte San Giusto, presso la valle di Cintoia, fra le valli della Greve e del Sezzate
- Chiesa di San Martino a Sezzate
- Castello di Sezzate
- Chiesa di San Pietro a Cintoia
- Chiesa di Santa Maria a Cintoia
- Cintoia
- Castello di Verrazzano (a breve distanza da Greti)
- Montemagni di Sopra
- Abbazia di San Cassiano a Montescalari
- Panzano in Chianti

#### Poggibonsi
- Poggibonsi

#### San Casciano in Val di Pesa
- San Casciano in Val di Pesa
  - Faltignano
  - Campoli
  - Montefiridolfi
  - Montepaldi
  - Romola
  - San Martino

#### Tavarnelle Val di Pesa
- Tavarnelle Val di Pesa
- Sambuca Val di Pesa
- San Donato in Poggio

## Infrastrutture e trasporti
Dal 1891 al 1935 i collegamenti dall'area del Chianti con Firenze furono assicurati dalla tranvia del Chianti, che disponeva di capilinea a San Casciano in Val di Pesa e a Greve in Chianti.

## Nella letteratura
La cittadina di Greve in Chianti è l'ambientazione del romanzo di Alexandre Baudry L'Aube du second souffle, un romanzo storico che racconta la storia di un giovane viticoltore nel bel mezzo della Seconda Guerra Mondiale.